# Waduk Pacal
Waduk Pacal är en reservoar i Indonesien.   Den ligger i provinsen Jawa Timur, i den västra delen av landet, 600 km öster om huvudstaden Jakarta. Waduk Pacal ligger 124 meter över havet. Arean är 3,7 kvadratkilometer. Omgivningarna runt Waduk Pacal är en mosaik av jordbruksmark och naturlig växtlighet. Den sträcker sig 3,1 kilometer i nord-sydlig riktning, och 4,0 kilometer i öst-västlig riktning.